# Municipis del Cantó de Zug

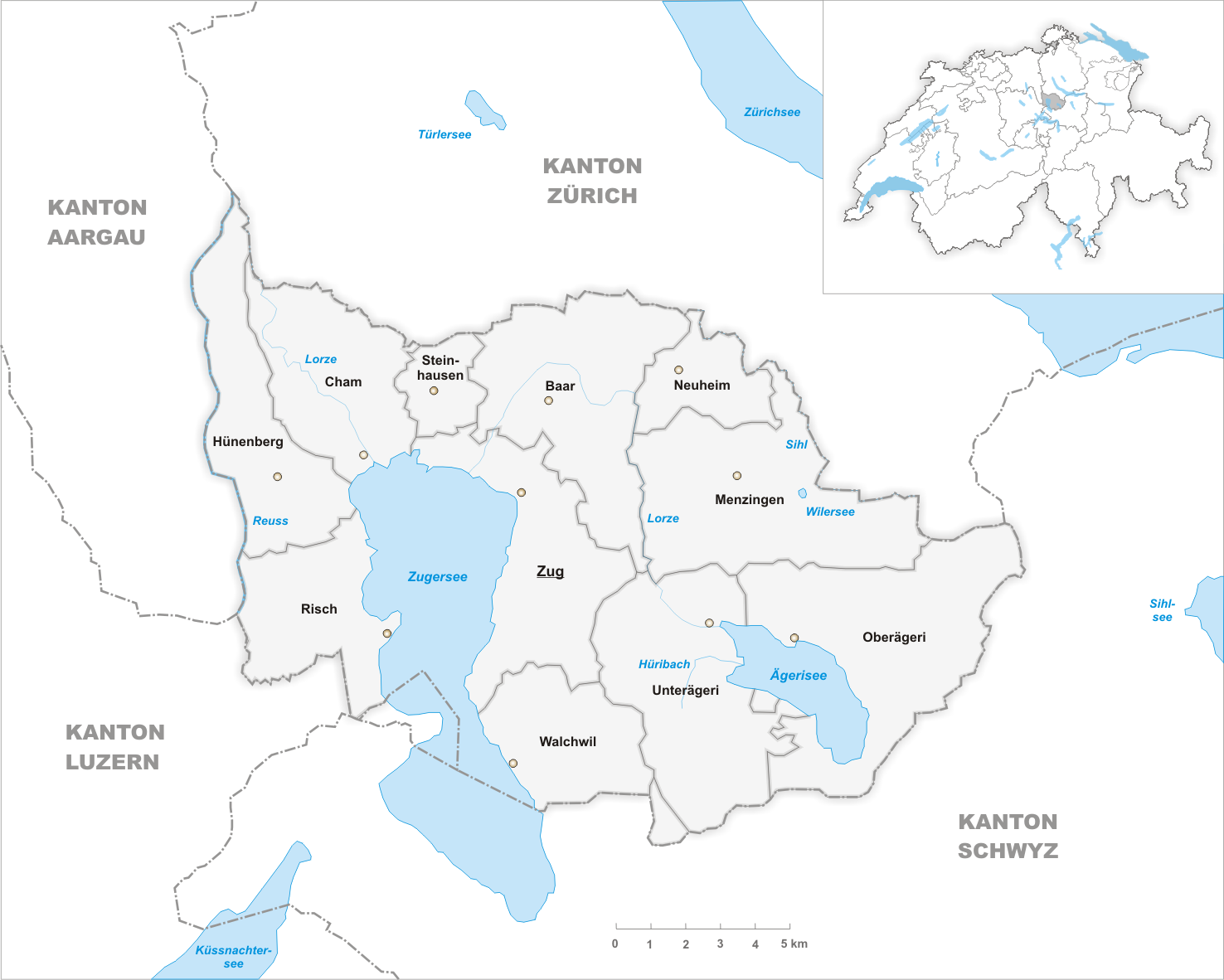
Municipis del Cantó de Zug

Els Municipis del cantó de Zug (Suïssa) són, l'any 2008, 11 i contràriament al que passa amb altres cantons, en aquest no s'agrupen en cap districte.

## Municipis
| Nom            | Núm. OFS | Població (2007) | Superfície (km²) | Densitat (hab./km²) |
| -------------- | -------- | --------------- | ---------------- | ------------------- |
| Baar           | 1701     | 20936           | 24.83            | 843.17              |
| Cham           | 1702     | 13730           | 17.71            | 775.27              |
| Hünenberg      | 1703     | 8121            | 18.45            | 440.16              |
| Llac d'Ägeri   | 9270     | 0               | 7.26             | 0.00                |
| Llac de Zug    | 9178     | 0               | 24.33            | 0.00                |
| Menzingen      | 1704     | 4282            | 27.50            | 155.71              |
| Neuheim        | 1705     | 1940            | 7.92             | 244.95              |
| Oberägeri      | 1706     | 5203            | 30.03            | 173.26              |
| Risch-Rotkreuz | 1707     | 8341            | 14.86            | 561.31              |
| Steinhausen    | 1708     | 8642            | 5.05             | 1711.29             |
| Unterägeri     | 1709     | 7752            | 25.59            | 302.93              |
| Walchwil       | 1710     | 3370            | 13.55            | 248.71              |
| Zug            | 1711     | 24854           | 21.61            | 1150.12             |
| Total          |          | 107171          | 239              | 449.00              |